# Richard Eckersley
Richard Jon Eckersley (Salford, 12 marzo 1989) è un ex calciatore inglese, di ruolo difensore.

## Carriera

### Club
Proveniente dalle giovanili del Manchester United, partecipò a varie edizioni della Lancashire Senior Cup e della Manchester Senior Cup. Fece il suo debutto in una partita ufficiale il 12 dicembre 2007 in Champions League allo Stadio Olimpico, in un 1-1 contro la Roma. Nella stagione 2008-2009 debuttò in League Cup, in un 3-1 contro il Middlesbrough. Il 24 gennaio 2008 debutta anche in FA Cup, contro il Tottenham Hotspur, ma il suo debutto in Premier League arriva il 27 gennaio 2009, in una vittoria per 5-0 sul West Bromwich Albion. Il 15 luglio 2009 firma un contratto quadriennale con il Burnley, dopo aver rifiutato il prolungamento con lo United.
Il 13 novembre 2010 Il Bradford City ne ha ufficializzato l'ingaggio in prestito.

## Palmarès
- Community Shield: 2

Manchester United: 2007, 2008
- Campionato inglese: 2

Manchester United: 2007-2008, 2008-2009
- Coppa di Lega inglese: 1

Manchester United: 2008-2009
- Canadian Championship: 2

Toronto FC: 2011, 2012